# Università di Zurigo

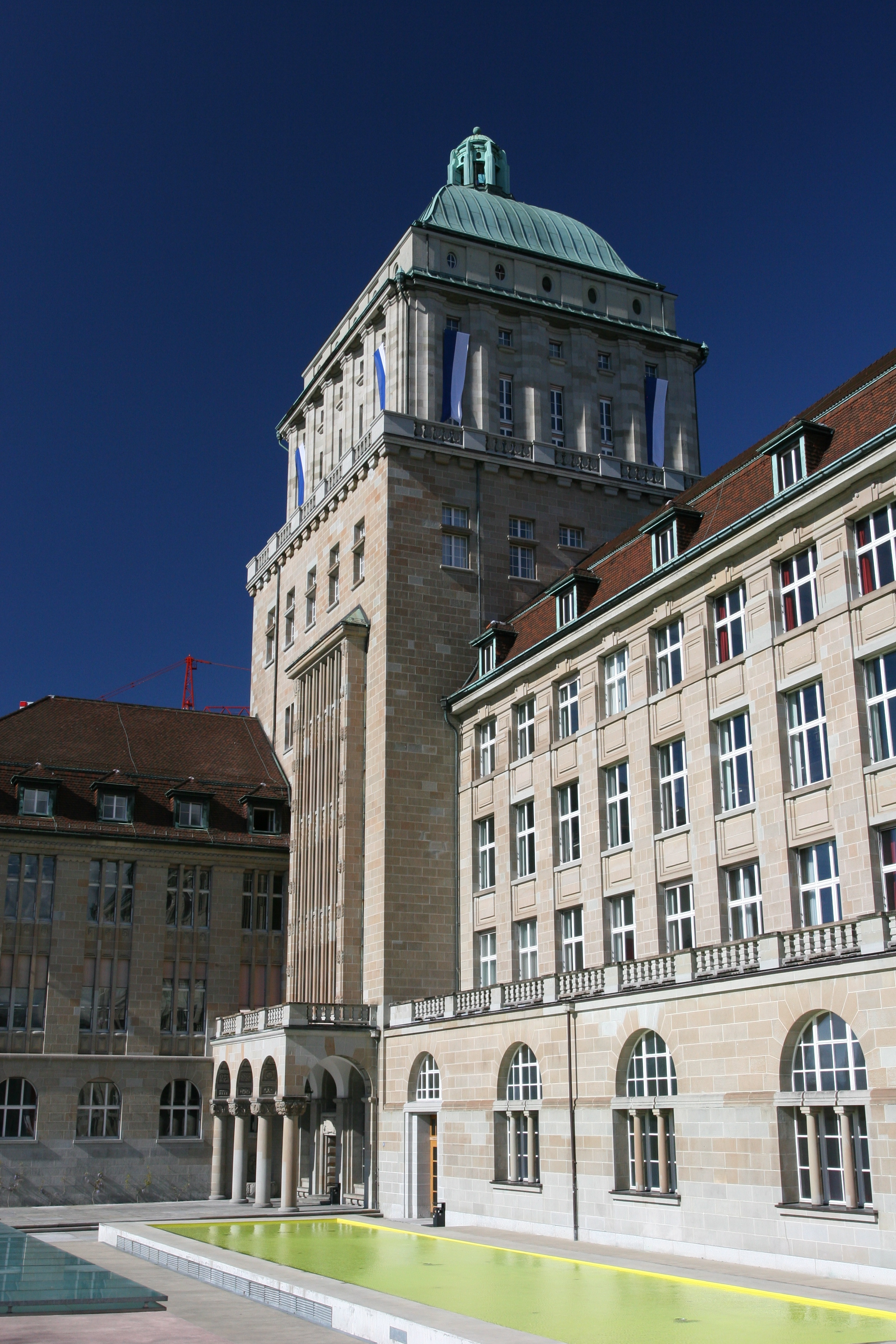
Edificio principale dell'Università di Zurigo su progetto di Karl Moser e Robert Curjel

L'Università di Zurigo (in tedesco Universität Zürich) è con i suoi 25 800 studenti, 7 600 collaboratori e circa 150 tra istituti, seminari e cliniche (stato del 31 dicembre 2009), la più grande delle dodici università svizzere. Ha sede nella città di Zurigo.

## Descrizione
L'ateneo zurighese comprende tutte le facoltà tradizionali: teologia, giurisprudenza, scienze economiche, medicina, medicina veterinaria, scienze matematiche e naturali, lettere e filosofia. Quest'ultima facoltà è la più grande: conta più del 48% degli immatricolati.
L'Università di Zurigo offre oltre alle proprie infrastrutture anche accesso ad archivi, biblioteche e istituti del Politecnico federale di Zurigo e di istituzioni private. Sono inoltre connessi all'università nove collezioni e musei che coprono vari ambiti, dall'antropologia fino alla zoologia, tra cui figura il museo etnografico fondato già nel 1889.
Oggi l'Università di Zurigo è rinomata per i successi di ricerca ottenuti nella biologia molecolare, nelle neuroscienze e nell'antropologia; per l'attività della clinica universitaria psichiatrica, dell'ospedale universitario, dell'ospedale veterinario e per l'impegno costante a migliorare la qualità dell'insegnamento tramite nuove forme didattiche (eLearning). L'università fa parte della Lega Europea delle Università di Ricerca (LERU) e al Consorzio delle Università Internazionali del lago di Costanza.

## Storia
Nel 1832 il governo del canton Zurigo decise di fondare un'università nella capitale. Nel 1833 seguì la cerimonia di fondazione dell'Universitas Turicensis: le preesistenti facoltà di giurisprudenza e di medicina furono riunite assieme alla facoltà di lettere e filosofia fondata in quell'occasione. Fu la prima università europea fondata da uno Stato democratico e non dalla chiesa o da un'autorità monarchica. Il sigillo dell'università mostra il duomo (Grossmünster) con Carlo Magno e si richiama così alla più antica scuola superiore di Zurigo, il cosiddetto “Collegium Carolinum”.
Nel 1835 la prima sede dell'università fu un edificio riadattato all'interno del monastero soppresso degli Agostiniani. Al primo semestre furono immatricolati 161 studenti (16 in teologia, 26 in giurisprudenza, 98 in medicina e 21 in lettere e filosofia); insegnavano loro 26 professori e 29 liberi docenti. Nel 1840 furono ammesse le prime donne come uditrici alla facoltà di lettere.

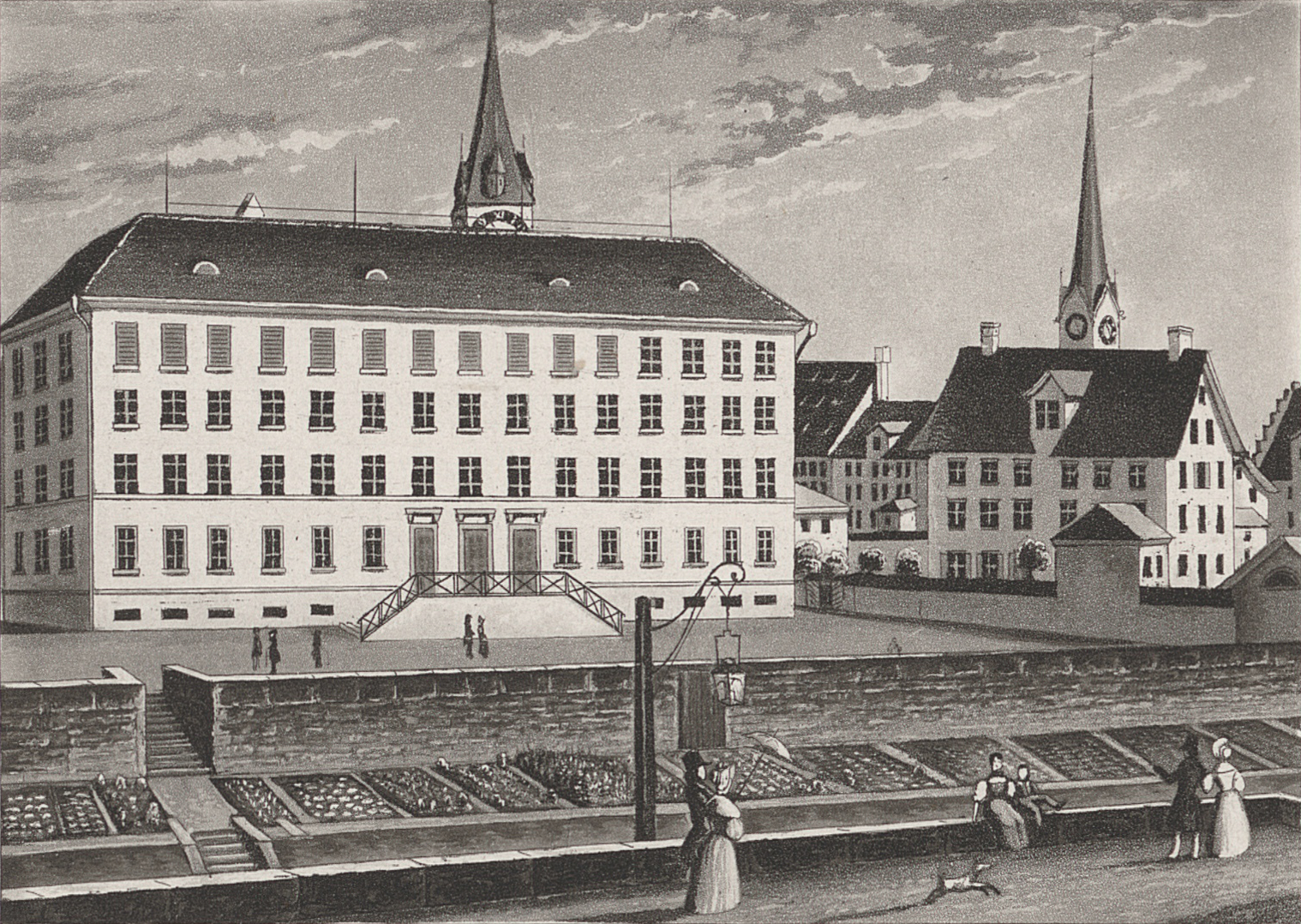
Primo edificio sul Fröschengraben 1838–1864

Nel 1859 la facoltà di filosofia fu suddivisa in due sezioni: l'una di orientamento filosofico, linguistico e storico, l'altra di orientamento scientifico-matematico. Nel 1864 l'università si trasferì per motivi di spazio nell'ala meridionale del nuovo edificio del Politecnico Federale di Zurigo, appena eretto. 

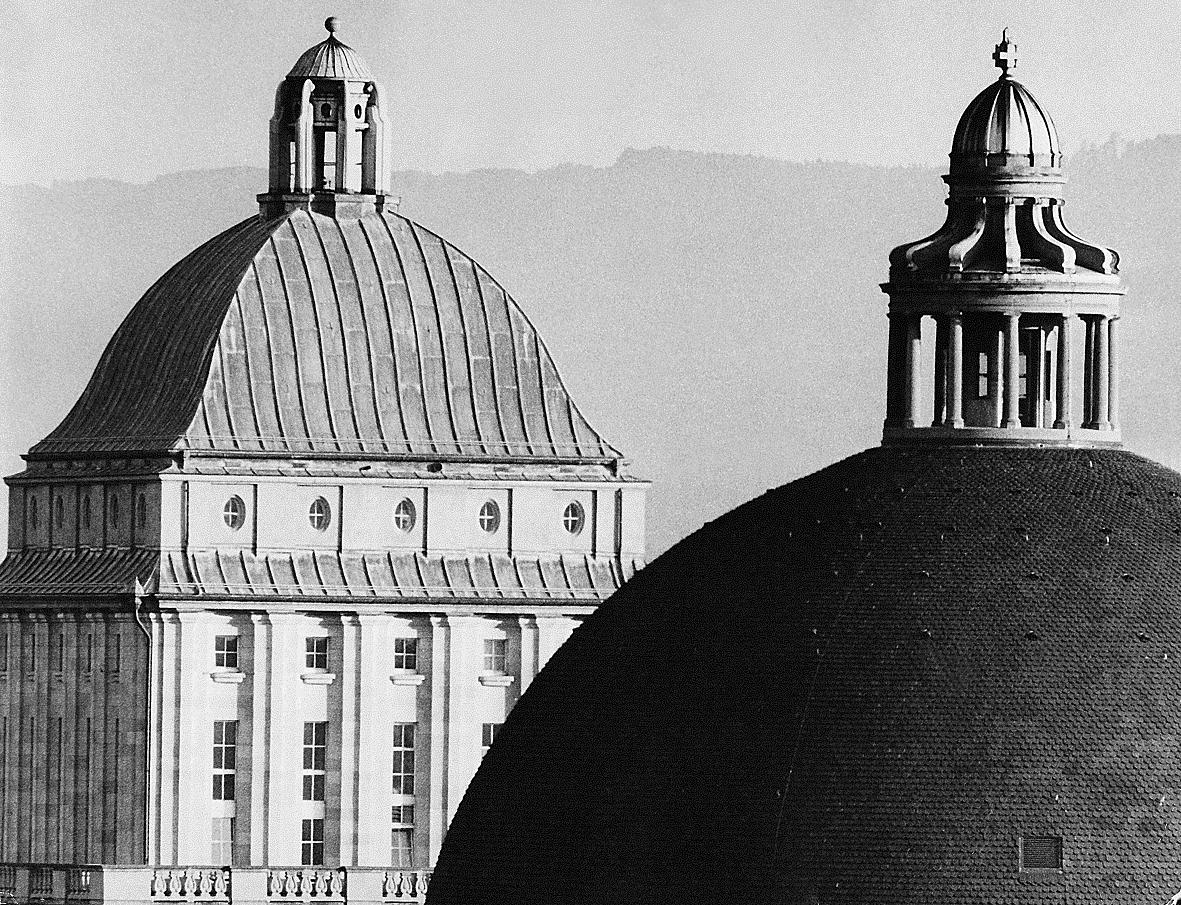
Torre dell'università (a sinistra) e cupola del Politecnico federale

Nel 1901 fu fondata la facoltà di medicina veterinaria.
Nel 1908 un contratto tra il cantone di Zurigo e il governo federale svizzero regolò la situazione patrimoniale tra Università e Politecnico Federale permettendo la creazione d'istituti e di collezioni in comune. Nel medesimo anno la città e il cantone di Zurigo approvarono la costruzione di un nuovo edificio per l'università.
Nel 1914 l'università poté insediarsi nel nuovo edificio principale alla Rämistrasse (costruito secondo il progetto di Karl Moser e Robert Curjel). Nel 1917 fu inaugurata la biblioteca centrale di Zurigo che è al contempo la biblioteca della città, del cantone e dell'università. Nel 1933, a cent'anni dalla sua fondazione, l'Università di Zurigo contava 2 033 studenti.
Nel 1946 Winston Churchill tenne nell'aula magna dell'Università di Zurigo il suo famoso discorso alla gioventù accademica del mondo che culminò nel celebre appello all'Europa: Therefore we say to you: let Europe arise!.
A partire dagli anni cinquanta il numero degli studenti aumentò in modo impressionante e lo spazio a disposizione cominciò a scarseggiare.
Nel 1962 la facoltà delle scienze naturali propose di spostare una parte dell'università dal centro al nord della città. Nel 1973 cominciarono i lavori edili per l'Università di Zurigo-Irchel, la quale fu inaugurata nel 1979 all'interno del parco Irchel. Nel 1983, a centocinquant'anni dalla fondazione, l'Università di Zurigo contava 15 000 studenti.

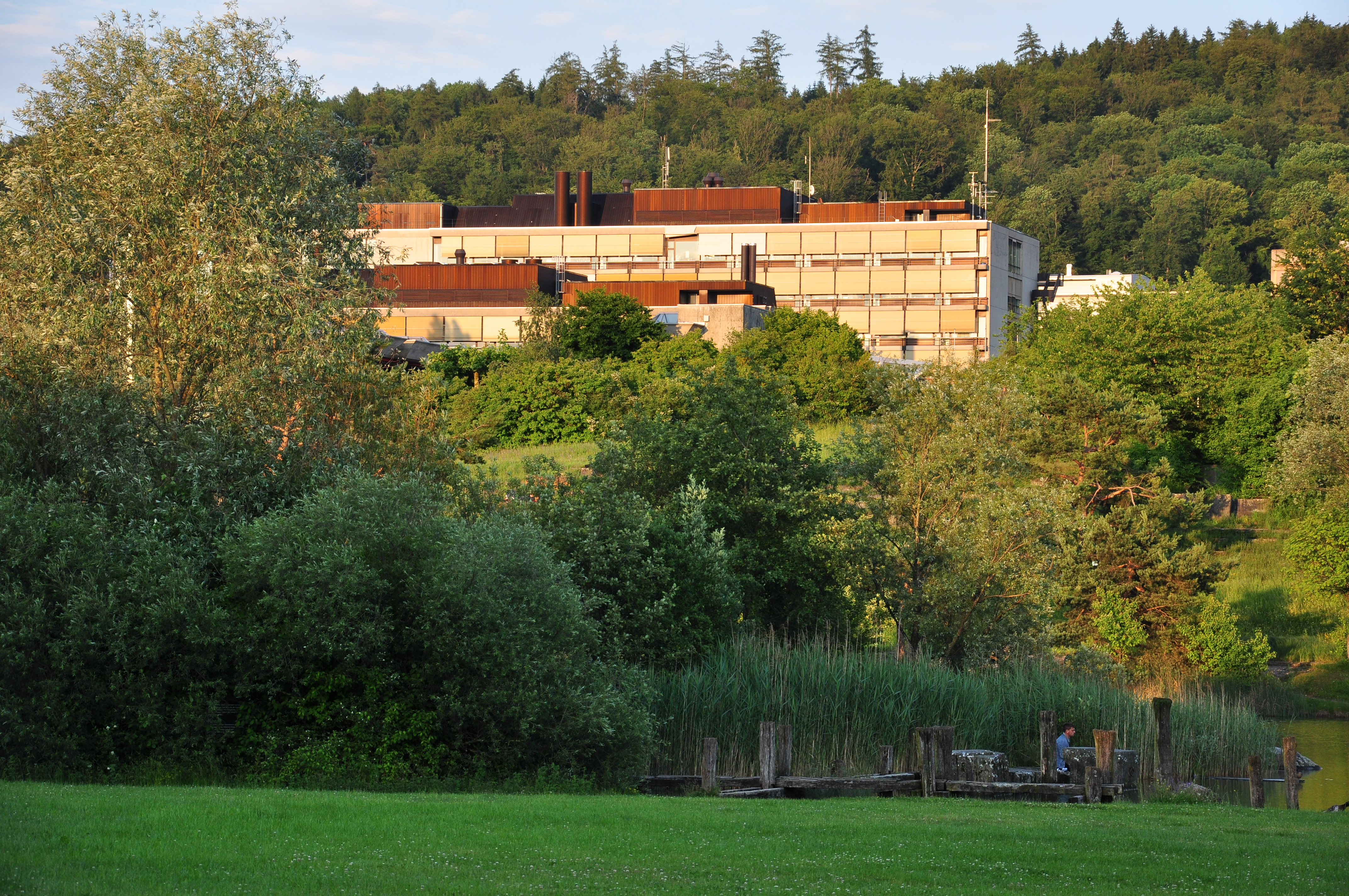
Sede universitaria nel parco Irchel

Nel 1984 la direzione dell'università fu ampliata, assegnando al rettore una carica a tempo pieno e creando due prorettorati. Nel 1992 la facoltà di giurisprudenza e di scienze politiche fu suddivisa in una facoltà di giurisprudenza e in una facoltà di scienze dell'economia. Nel 1998 i cittadini del cantone di Zurigo approvarono la nuova legge universitaria. Fu così riconosciuto all'Università di Zurigo lo statuto di un'entità giuridicamente autonoma: da allora l'università può disporre all'interno di un budget globale, dei propri mezzi finanziari e organizzarsi in modo autonomo.
Nel 2004 fu inaugurata la biblioteca dell'istituto di giurisprudenza progettata dall'architetto Santiago Calatrava. Nel 2008 l'università celebrò i 175 anni dell'istituzione. Il 10 ottobre 2009 i ministri degli Esteri dell'Armenia e della Turchia firmarono nell'università un protocollo per la ripresa dei rapporti diplomatici promosso dalla mediazione svizzera, in presenza della consigliera federale Micheline Calmy-Rey e del ministro degli Esteri degli Stati Uniti Hillary Clinton, nonché di altre autorità internazionali. 

Nel semestre autunnale del 2009 sono immatricolati per la prima volta più di 25 000 studenti.

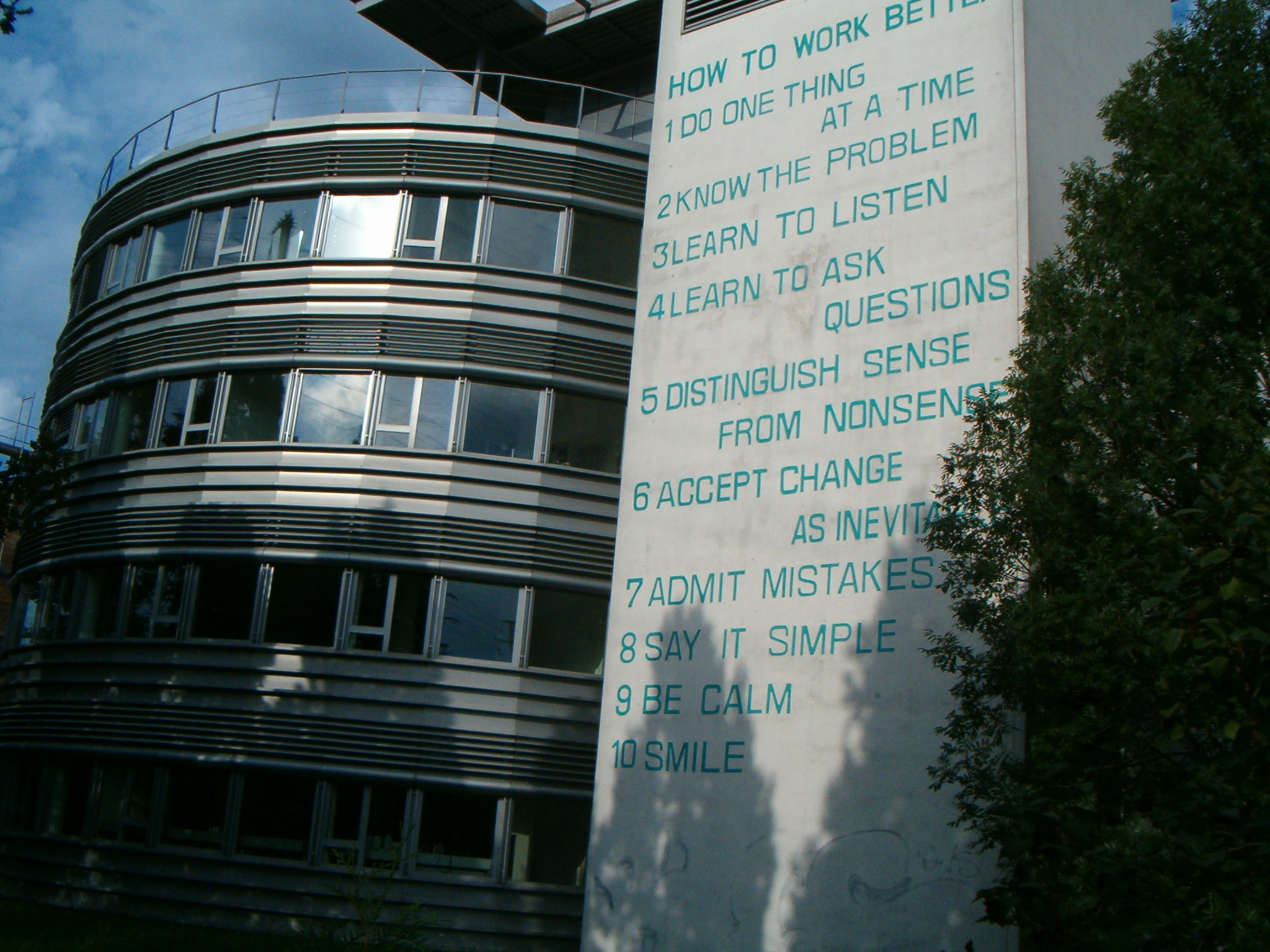
"Come lavorare meglio"
(Oerlikon, Università di Zurigo-Nord)

## Educazione femminile
L'Università di Zurigo è stata una delle prime università europee ad aprire i propri corsi alle donne, ammettendole formalmente nel 1867. Fra le altre, hanno potuto studiare a Zurigo Ernestina Paper (1846-1926), Sof'ja Illarionovna Bardina (1853-1883), Vera Nikolaevna Figner (1852-1942), Anna Grigor'evna Toporkova (1854-1930), Anna Kuliscioff (1855-1925), Aleksandra Michajlovna Kollontaj (1872-1952), Ita Wegman (1876-1943), Sabina Nikolaevna Špil'rejn (1885-1942) .